# Principio della continuità laterale

Rappresentazione schematica del principio della continuità laterale.

Il principio della continuità laterale stabilisce che gli strati di sedimenti inizialmente si estendano lateralmente in tutte le direzioni; in altre parole, essi sono lateralmente continui. Di conseguenza, rocce che sono simili sotto altri aspetti, e che oggi sono separate da una valle o da altra caratteristica erosiva, possono essere considerate originariamente continue.
Gli strati dei sedimenti non si estendono indefinitamente, ma i loro limiti possono essere riconosciuti essendo controllati dalla quantità e dal tipo di sedimenti disponibili e dalla grandezza e forma del bacino di sedimentazione. I sedimenti infatti vengono trasportati all'interno di un'area, dove alla fine vengono depositati. Tuttavia, poiché la quantità di materiale diminuisce man mano che ci si allontana dalla sua sorgente, lo strato di materiale diventerà di conseguenza sempre più sottile.
Il materiale a grana più grossa non può essere trasportato molto a lungo in una data zona poiché il mezzo di trasporto non ha energia sufficiente per portarvelo. Le particelle che vengono depositate dal mezzo di trasporto saranno di conseguenza a grana più fine e si realizzerà così una transizione laterale del materiale sedimentato che va dalla grana più grossolana a quella più fine. La variazione laterale nella sedimentazione all'interno di uno strato è nota come facies sedimentaria.
Se il materiale sedimentario è disponibile a sufficienza, esso sarà depositato fino ai limiti fisici del bacino sedimentario. Spesso, il bacino sedimentario si trova entro rocce che sono molto diverse dai sedimenti che lì vengono a depositarsi. In questi casi, i limiti laterali dello strato sedimentario verranno segnati da un brusco mutamento nel tipo di roccia.